# Eroschema poweri
Eroschema poweri är en skalbaggsart som beskrevs av Francis Polkinghorne Pascoe 1859. Eroschema poweri ingår i släktet Eroschema och familjen långhorningar. Inga underarter finns listade i Catalogue of Life.